# Glomeridesmus javanicus
Glomeridesmus javanicus är en mångfotingart som beskrevs av Carl Graf Attems 1907. Glomeridesmus javanicus ingår i släktet Glomeridesmus och familjen Glomeridesmidae. Inga underarter finns listade i Catalogue of Life.